# Маріковський Олександр Валерійович
Олександр Валерійович Маріковський (нар. 18 вересня 1982, Київ, УРСР) — український економіст, політик. Народний депутат України IX скликання від партії Слуга народу. Заступник голови комітету з питань екологічної політики (з 29 серпня 2019 року).

## Життєпис
Закінчив КНУ ім. Шевченка, магістр із відзнакою, випускник Української школи політичних студій 2014 року. Член ГО «Автомайдан».
2015 — заснував ГО «Центр контент-аналізу». Директор консалтингового агентства та IT-компанії. Він був членом Громадської ради при Мінприроди.
Дійсний радник державного секретаря Міністерства інформаційної політики України.
Розробник централізованої моделі управління державними комунікаціями GovVoice. Розробник бази реєстрації екологічних проблем. Маріковський є експертом з інформаційної політики, електронного урядування, екології, антикорупційної політики.
12 грудня 2019 року Маріковський увійшов до складу Міжфракційного об'єднання «Гуманна країна», створеного за ініціативи UAnimals для популяризації гуманістичних цінностей та захисту тварин від жорстокості.
Кандидат у народні депутати від партії «Слуга народу» на парламентських виборах 2019 року, № 91 у списку. На час виборів: генеральний директор ТОВ «Медіатека», безпартійний.

## Розслідування
2020 року Маріковський задекларував криптовалюту, яка нібито належала йому з 2019 року. За даними слідства, вказаний криптогаманець Олександру не належав, а транзакції з купівлі криптовалюти здійснювали громадяни іншої держави, які не мали до нього відношення. Йому повідомили про підозру.

## Бійка в Туреччині
4 травня 2023 року під час заходів Парламентської асамблеї Організації Чорноморського економічного співробітництва в Туреччині російський делегат вирвав у Маріковського прапор України. Маріковський забрав прапор, завдавши ударів у обличчя росіянину.